# Liste von Söhnen und Töchtern der Stadt Rostow am Don
Dies ist eine Liste bekannter Persönlichkeiten, die in der russischen Stadt Rostow am Don geboren wurden.

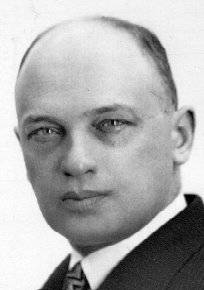
Savielly Tartakower
(1887–1956)

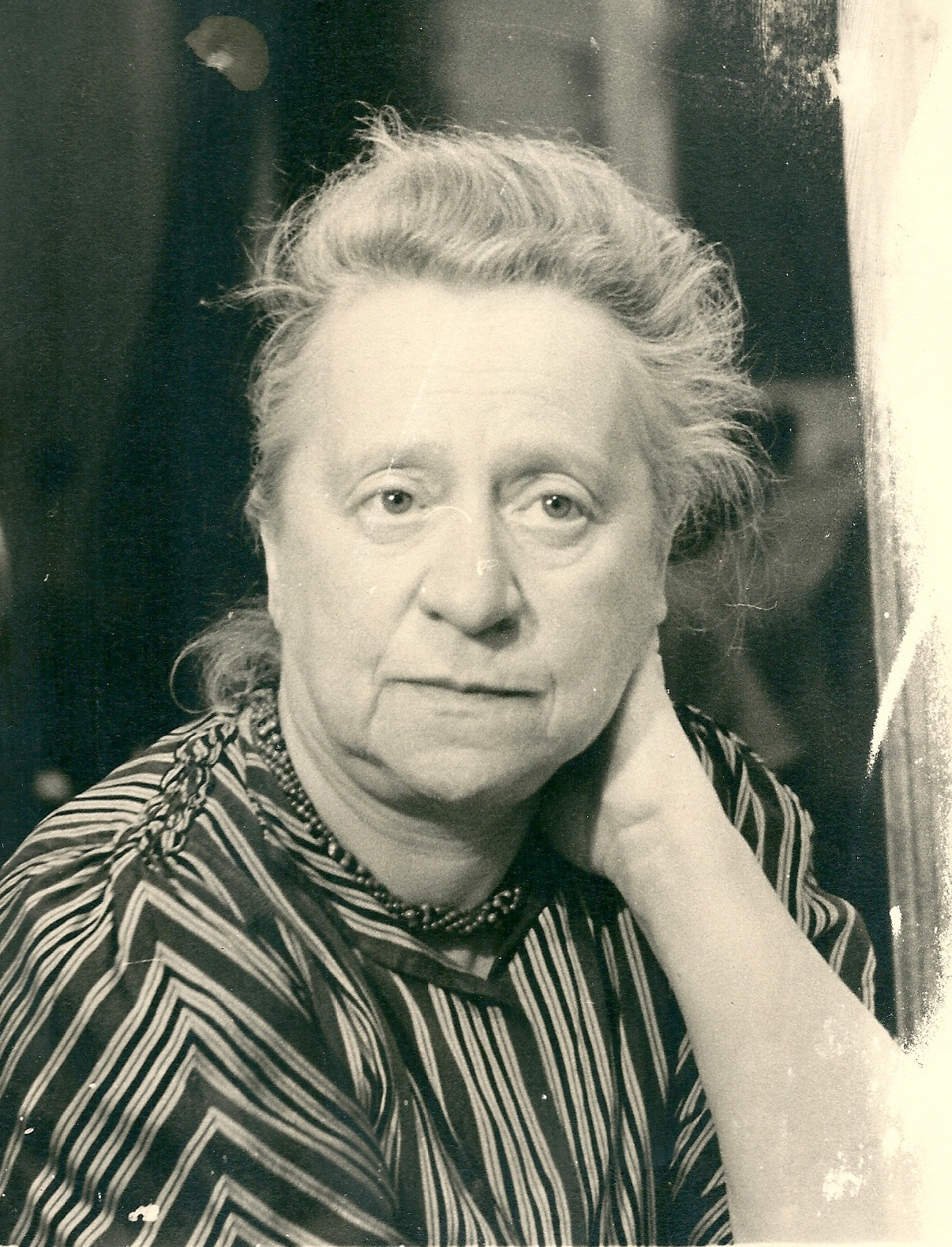
Nina Niss-Goldman
(1892–1990)

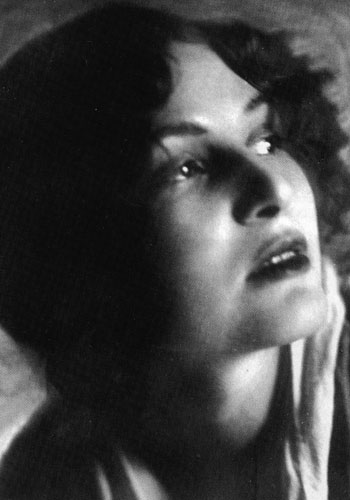
Sinaida Reich
(1894–1939)

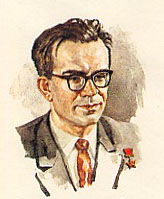
Wiktor Gluschkow
(1923–1982)

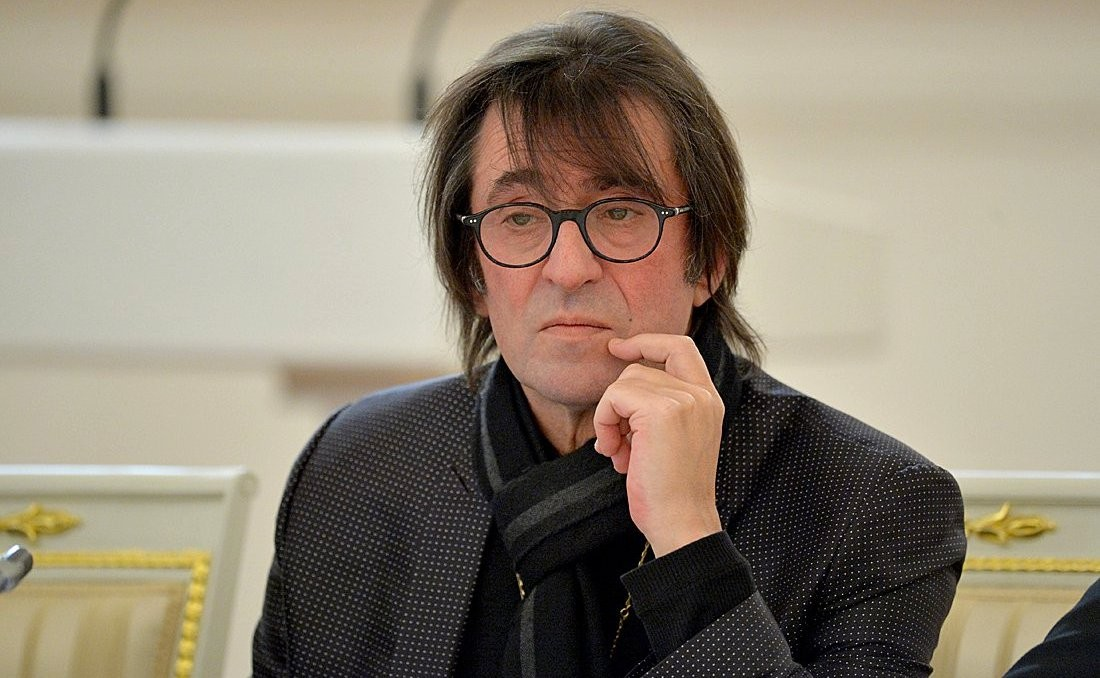
Juri Baschmet
(* 1953)

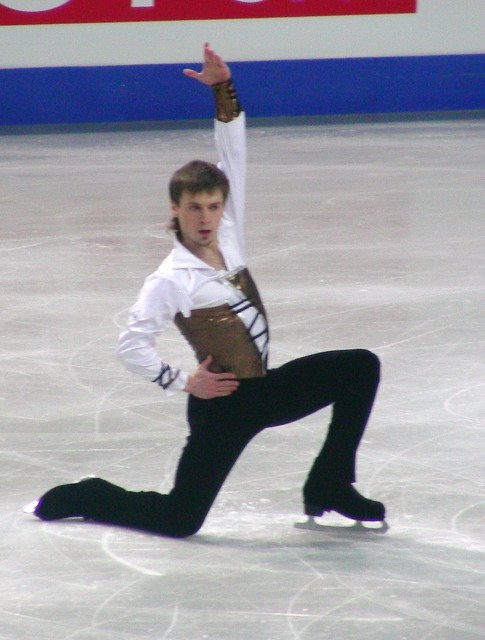
Sergei Dawydow
(* 1979)

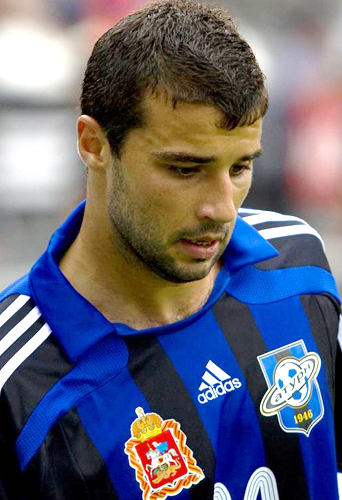
Alexei Eremenko
(* 1983)

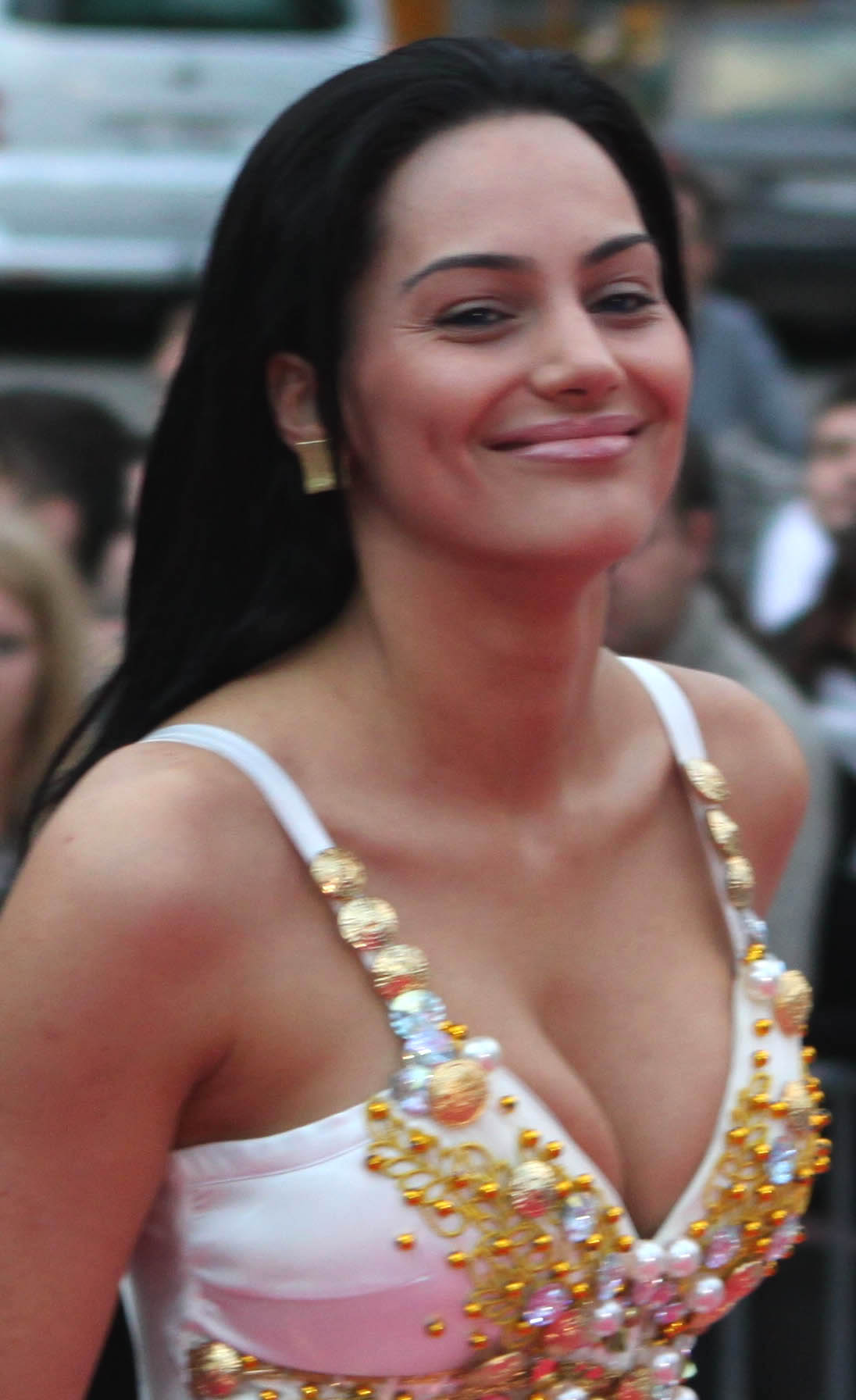
Eva Rivas
(* 1987)

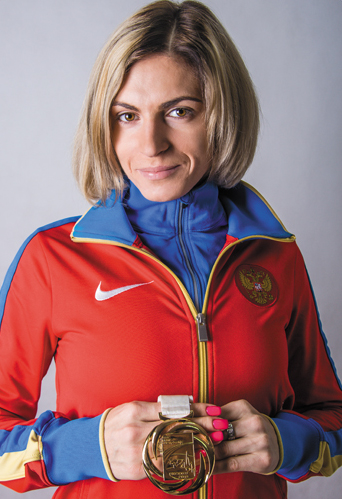
Antonina Kriwoschapka
(* 1987)

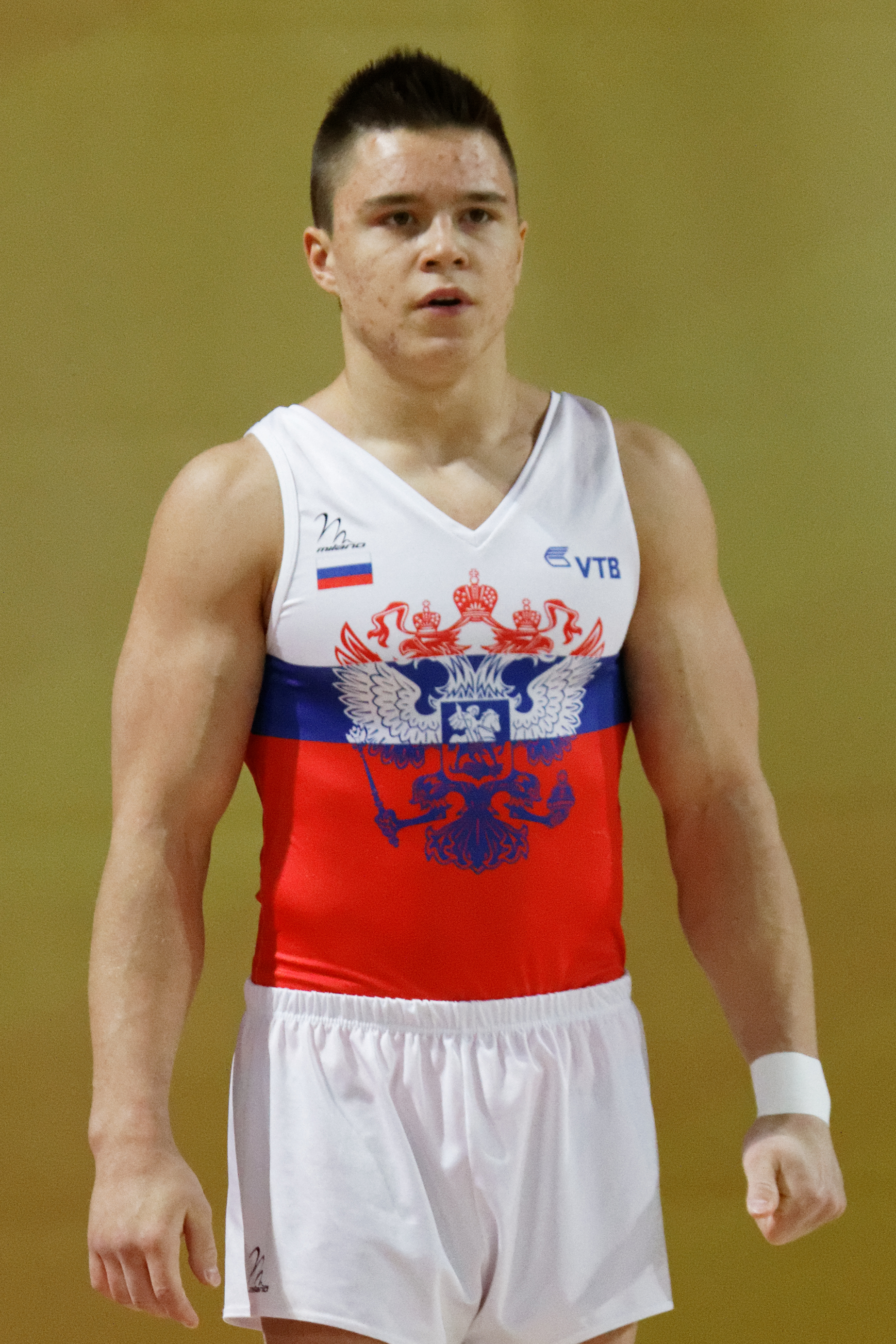
Nikita Nagorny
(* 1997)

## 19. Jahrhundert

### 1801–1900
- Jewgenija Gnessina (1871–1940), Pianistin, Hochschullehrerin; Schwester von Michail Gnessin
- Jelena Gnessina (1874–1967), Komponistin; Schwester von Michail Gnessin
- Marija Gnessina (1876–1918), Pianistin, Hochschullehrerin; Schwester von Michail Gnessin
- Wladimir Newski (1876–1937), Revolutionär, Politiker und Historiker
- Jelisaweta Gnessina (1879–1953), Violinistin, Hochschullehrerin; Schwester von Michail Gnessin
- Martiros Sarjan (1880–1972), russisch-armenischer Maler
- Olga Gnessina (1881–1963), Pianistin, Hochschullehrerin; Schwester von Michail Gnessin
- Michail Gnessin (1883–1957), Komponist
- Alexander Schapiro (1883–1946), Anarcho-Syndikalist
- Sophie Liebknecht (1884–1964), Kunsthistorikerin und Ehefrau von Karl Liebknecht
- Sabina Spielrein (1885–1942), Psychoanalytikerin
- Andrei Paschtschenko (1885–1972), Komponist
- Jan Spielrein (1887–1938), Mathematiker und Hochschullehrer
- Savielly Tartakower (1887–1956), polnisch-französischer Schachspieler
- Adia Kuznetzoff (1889–1954), US-amerikanischer Schauspieler russischer Herkunft
- Alexander Orlow (1889–1974), Balletttänzer, Schauspieler und Estradakünstler
- Efrem Zimbalist (1889–1985), US-amerikanischer Komponist, Musikpädagoge und Dirigent russischer Herkunft
- Nina Niss-Goldman (1892–1990), Bildhauerin
- Jakow Frenkel (1894–1952), Physiker
- Sinaida Reich (1894–1939), Schauspielerin
- Alexander Minz (1895–1974), Physiker und Funktechniker
- Olga Spessiwzewa (1895–1991), Primaballerina des klassischen Balletts
- Iwan Luppol (1896–1943), Literaturkritiker, Philosoph und Hochschullehrer
- Wladimir Ryndsjun (1897–1953), Exilschriftsteller und Filmproduzent
- Daniel Guilet (1899–1990), Geiger
- Isabella Jurjewa (1899–2000), Volksmusiksängerin
- Alexander Herbstman (1900–1982), Schachkomponist

## 20. Jahrhundert

### 1901–1920
- Marion Gering (1901–1977), US-amerikanischer Filmregisseur, Drehbuchautor und Filmproduzent russischer Abstammung
- Boris Menschagin (1902–1984), Jurist und Offizier
- Boris Schpitalny (1902–1972), Waffenkonstrukteur
- Michail Tschailachjan (1902–1991), Botaniker
- Georgi Petrussow (1903–1971), Fotograf
- Jewgeni Brussilowski (1905–1981), Komponist
- Wera Panowa (1905–1973), Schriftstellerin und Drehbuchautorin
- Alexander Schitomirski (1907–1993), Grafiker
- Leonid Sedow (1907–1999), Mathematiker
- Alexander Dolschanski (1909–1966), Musikwissenschaftler
- Jelena Schirmann (1908–1942), Dichterin
- Ioannis Travlos (1908–1985), griechischer Architekt und Bauforscher
- Alexander Laktionow (1910–1972), Maler
- Emmanuil Jewserichin (1911–1984), Fotojournalist
- Nikolai Timkow (1912–1993), Maler
- Georgi Fljorow (1913–1990), Kernphysiker
- Jewgeni Umnow (1913–1989), Schachkomponist
- Maria Sazarina (1914–1959), Tänzerin und Schauspielerin
- Jewgeni Timakin (1916–2004), Pianist und Klavierpädagoge
- Gajane Tschebotarjan (1918–1998), armenisch-sowjetische Komponistin, Musikwissenschaftlerin und Pädagogin
- Wiktor Brodjanski (1919–2009), Physikochemiker und Hochschullehrer
- Jewgeni Rosenblum (1919–2000), Architekt, Designer und Hochschullehrer
- Ghasaros Sarjan (1920–1998), armenisch-sowjetischer Komponist

### 1921–1950
- Isabella Baschmakowa (1921–2005), Mathematikhistorikerin
- Mark Stolberg (1922–1942), Schachspieler
- Daniil Chrabrowizki (1923–1980), Drehbuchautor und Filmregisseur
- Wiktor Gluschkow (1923–1982), Informatiker
- Leonid Schamkowitsch (1923–2005), Schachspieler
- Geworg Wardanjan (1924–2012), Geheimagent
- Leonid Brumberg (1925–2010), Pianist
- Ewald Spielrain (1926–2009), Physiker und Hochschullehrer
- Juri Tretjakow (1931–2012), Chemiker und Hochschullehrer
- Hermann Herlinghaus (1931–1989), Filmkritiker, Filmwissenschaftler und Drehbuchautor
- Juri Oganesjan (* 1933), Kernphysiker
- Wladislaw Terechow (1933–2023), Diplomat und von 1990 bis 1997 Botschafter der UdSSR bzw. Russlands in Deutschland
- Wladimir Minkin (* 1935), Chemiker
- Isabella Arasowa (* 1936), Komponistin
- Wiktor Kogan (1936–2014), Chemiker
- Wiktor Poljanitschko (1937–1993), Politiker
- Wiktor Ponedelnik (1937–2020), Fußballspieler
- Michail Litwak (1938–2020), Psychotherapeut, Psychologe und Autor
- Walentin Tschistjakow (1939–1982), Hürdenläufer
- Jelena Duschetschkina (1941–2020), Kulturologin und Hochschullehrerin
- Nikolai Jakowenko (1941–2006), Ringer
- Wiktor Krawtschenko (* 1941), Dreispringer
- Alexander Kaidanowski (1946–1995), Schauspieler
- Ljudmila Karatschkina (* 1948), Astronomin

### 1951–1980
- Dawid Begalow (1951–2013), Bildhauer und Hochschullehrer
- Irina Allegrowa (* 1952), Popsängerin
- Nikolai Sorokin (1952–2013), Schauspieler, Regisseur, Politiker
- Juri Baschmet (* 1953), Bratschist und Dirigent
- Eduard Perewersew (* 1953), Hürdenläufer
- Jewgeni Barbakow (* 1954), Ruderer
- Wladimir Malachow (* 1958), Radrennfahrer
- Swetlana Grosdowa (* 1959), Turnerin
- Konstantin Lawronenko (* 1961), Schauspieler
- Natalja Schaposchnikowa (* 1961), Kunstturnerin, zweifache Olympiasiegerin 1980
- Juri Koschelenko (* 1963), Extrembergsteiger
- Dmitri Lyndin (* 1964), Bildhauer
- Gennadi Prigoda (* 1965), Schwimmer
- Natalja Morskowa (* 1966), russisch-spanische Handballspielerin
- Jewgeni Bessonow (* 1968), Politiker
- Kirill Serebrennikow (* 1969), Theater-, Opern- und Filmregisseur
- Wladimir Pyschnenko (* 1970), Schwimmer
- Swetlana Gontscharenko (* 1971), Sprinterin
- Swetlana Boiko (* 1972), Florettfechterin, Olympiasiegerin
- Natalja Karimowa (* 1974), Bahnradsportlerin
- Alexander Kostoglod (* 1974), Kanute
- Jekaterina Kowalewskaja (* 1974), Schachspielerin
- Nikolai Spinjow (* 1974), Ruderer
- Igor Martschenko (* 1975), Schwimmer
- Oxana Romenskaja (* 1976), Handballspielerin und -trainerin
- Maxim Stawiski (* 1977), bulgarischer Eiskunstläufer
- Sergei Kudenzow (* 1978), Radrennfahrer
- Sergei Dawydow (* 1979), Eiskunstläufer
- Alexander Galkin (* 1979), Großmeister im Schach
- Andrei Moissejew (* 1979), Moderner Fünfkämpfer
- Warteres Samurgaschew (* 1979), Ringer, Olympiasieger (2000) und Weltmeister (2002)
- Basta (* 1980), Sänger und Rapper
- Sergei Fedorowzew (* 1980), Ruderer
- Jelena Sliwinskaja (* 1980), Handballspielerin

### 1981–2000
- Alexei Eremenko (* 1983), Fußballspieler
- Wiktorija Lopyrjowa (* 1983), Schönheitskönigin und Fernsehmoderatorin
- Wiktor Keiru (* 1984), Basketballspieler
- Oksana Potschepa (* 1984), Sängerin und Model
- Tatjana Kotowa (* 1985), Schönheitskönigin und Sängerin
- Mikhail Lemeshko (* 1985), Physiker
- Sergei Litwinow (* 1986), Hammerwerfer
- Jekaterina Wiktorowna Galizkaja (* 1987), Hürdenläuferin
- Antonina Kriwoschapka (* 1987), Sprinterin
- Eva Rivas (* 1987), russisch-armenische Popsängerin
- Jekaterina Tudegeschewa (* 1987), Snowboarderin
- Artjom Lukjanenko (* 1990), Zehnkämpfer
- Alexei Denissenko (* 1993), Taekwondoin
- Eldar Tsalikov (* 1993), Jazzmusiker
- Wlada Tschigirjowa (* 1994), Synchronschwimmerin, Olympiasiegerin (2016)
- Julija Belokobylskaja (* 1995), Kunstturnerin
- Iwan Bukawschin (1995–2016), Schachspieler
- Michail Samarski (* 1996), Schriftsteller und Blogger
- Leo Goglitschidse (* 1997), Fußballspieler
- Dmitri Lankin (* 1997), Gerätturner
- Nikita Nagorny (* 1997), Kunstturner
- Georgi Machatadse (* 1998), Fußballspieler
- Alexander Maximenko (* 1998), Fußballtorwart
- Danil Massurenko (* 1999), Fußballspieler
- Alexander Schewtschenko (* 2000), Tennisspieler

## 21. Jahrhundert
- Ilja Golossow (* 2001), Fußballspieler
- Valya Karnaval (* 2001), Sängerin, Schauspielerin, Webvideoproduzentin und Vloggerin
- Walerija Maslowa (* 2001), Handballspielerin
- Wladimir Abramow (* 2002), Fußballspieler
- Ruslan Besrukow (* 2002), Fußballspieler
- Pawel Gorelow (* 2003), Fußballspieler
- Andrei Langowitsch (* 2003), Fußballspieler
- Wladislawa Urasowa (* 2004), Turnerin
- Anastassija Gurjewa (* 2005), Tennisspielerin
- Alexandra Schubladse (* 2005), Tennisspielerin